# Рагдай
Рагдай — древнерусский богатырь. Единственное упоминание о нём находится в Никоновской летописи под 6508 лета: «Преставися Рагдай Удалой, яко наезжаше сей на триста воин» (Преставился Рагдай Удалой, бившийся против 300 воинов).
Исследователи полагают, что дошедшие до нас сведения о многих богатырях (в том числе о Рагдае), записанные в XVII веке в Никоновской летописи, на протяжении сотен лет передавались через былины и другие формы устного народного творчества. По мнению же Б. А. Рыбакова, сведения Никоновской летописи под 978—1008 годами передают информацию из современного событиям источника, составленного в Древлянской земле при Святославе Владимировиче. Эту точку зрения поддержал исследователь и публикатор Никоновской летописи Б. М. Клосс, который, однако, не исключает возможность внесения литературных дополнений авторами свода в XVI веке и отмечает, что многие стилистические особенности повествования появились в летописи благодаря редакторской работе митрополита Даниила.

## Рагдай в литературе
В составе литературного цикла Василия Нарежного «Славенские вечера» есть повесть «Рогдай». У А. С. Пушкина в поэме «Руслан и Людмила» Рогдай (в черновиках также Рахдай) является одним из противников Руслана и претендентом на руку Людмилы.

Рогдай, воитель смелый, 

Мечом раздвинувший пределы 

Богатых киевских полей

А. С. Пушкин. Руслан и Людмила

Рагдай упоминается в ряде других художественных произведений (книгах Юрия Никитина, Святослава Аладырева и др.) о периоде правления Владимира Святого, в которых предстаёт как богатырь-язычник.

## В кино
- Руслан и Людмила (1972; СССР) режиссёр Александр Птушко, в роли Рагдая Олег Мокшанцев.